# Gonionchus africanus
Gonionchus africanus is een rondwormensoort uit de familie van de Xyalidae. De wetenschappelijke naam van de soort is voor het eerst geldig gepubliceerd in 1988 door Vincx & Furstenberg.